# Nikon F2
La Nikon F2 és una càmera reflex que utilitza pel·lícula de 35 mm. Va ser produïda, de 1971 a 1980, per la companyia japonesa Nippon Kogaku K. K (filial de Nikon des de 1988). La càmera utilitza un obturador de pla focal horitzontal equipat amb cortines de titani que ofereixen una velocitat d'obturació màxima d'1/2000 de segon, i ofereix una sincronització de flaix a 1/80 s.
Estava disponible a la venda en color negre amb parts cromades, o tota en negre.

## Descripció
La F2 va ser el segon model d'una llarga llista de la sèrie Nikon F de nivell professional. Aquesta línia de productes comença amb la Nikon F (produïda de 1959 a 1974). Li succeiran, com en una dinastia, les grans de la marca: F3 (1980 - 2001), F4 (1988 - 1996), F5 (1996 - 2005) i F6 (2004 - 2020).
La F2 va ser la darrera càmera professional Nikon amb una carcassa totalment mecànica. Basada en el mateix principi modular que la seva predecessora, la F2 ha estat capaç de mantenir-se fins ara, a la part superior de la jerarquia gràcies al seu cos mecànic i el visor intercanviable. El DP-1, visor estàndard a la seva sortida, va ser un visor FTN redissenyat. L'últim visor llançat el 1978 per a la F2, el DP-12 posseeix el nou acoblament AI d'obertura a la cèl·lula, amb els díodes del sensor d'exposició al visor, un rang de mesurament d'exposició fins a vuit segons, i una connexió amb el DS-12, un accessori per automatitzar el diafragma. Amb un simple conjunt d'accessoris, es passa d'una carcassa minimalista, purament mecànica i sense cèl·lula sensora, a una caixa automàtica amb control remot, que pot funcionar independentment, gràcies a una backpack de gran capacitat, i als sistemes d'activació automatitzats.

## Característiques

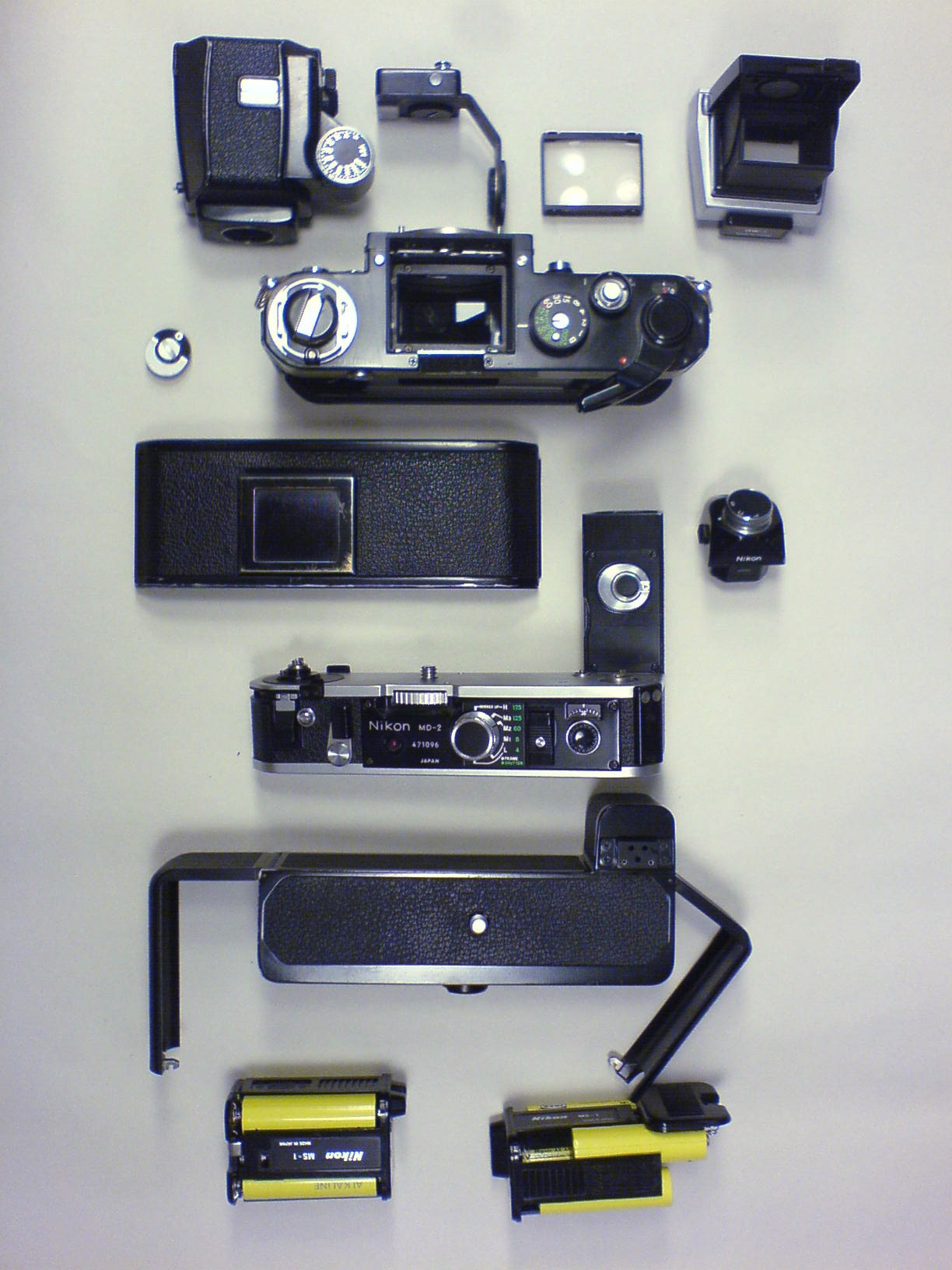
Parts de la Nikon F2

Les seves característiques més destacades són:
- Tipus de pel·lícula: 135 (35 mm)
- Mida de la imatge: 24 x 36 mm
- Velocitat de l'obturador: 10-1/1000 (sincronització de flaix a 1/80)
- Sensibilitat ISO de la pel·lícula: 6-6.400
- Bateria: 2 piles LR44 o SR44
- Visor intercanviable

## Accessoris
Particularment, la F2 ha estat sens dubte la càmera de Nikon professional amb més accessoris inclosos, dedicats específicament a aquest model. L'usuari tenia accés a:
- Cinc visors fotomètrics: DP-1, DP-2 i DP-3 No-AI i els DP-11 i DP-12 del 1978 per als nous objectius Ai. El DP-12, el més avançat, permetia el mesurament de llum de fins a vuit segons, ja que el temporitzador de l'autodisparador també es feia servir per a llargues exposicions per sobre del segon.[5]
- Tres unitats de servo diafragma: el DS-1 i DS-2 no AI, utilitzable amb els prismes DP-2 i DP-3, i el DS-12 de 1978 per al seu ús amb el prisma DP-12. Permetien el funcionament de la càmera en mode de prioritat d'obturació, accionant l'anell de diafragmes de l'objectiu.[6]
- Quatre visors específics, a més dels pentaprismes fotomètrics: visor esportiu, pentaprisma no fotomètric, el visor astrofotogràfic DW-2 i el visor plegable de cintura DW-1.
- Vint pantalles d'enfocament: gelat, clares, amb telèmetre o sense amb stigmomètres sobre tota la superfície del vidre o no, i de diferents grandàries, amb la configuració de la pantalla de TV, etc.[7]
- Dos motors: el MD-1, més endavant substituït pel MD-2 i MD-3. Aquests motors tenien, alhora, el seu propi sistema de subministrament d'energia, els disparadors amb cable, els intervalòmetres, etc.[8]
- Quatre respatllers diferents: un respatller datador, de gran capacitat (MF-1 250 fotos, i MF-2 750 fotos), a més d'un respatller 3 MF per al seu ús amb el motor MD-2 per permetre tensar la pel·lícula quan es rebobina cap enrere. També tenien el seu propi sistema de font d'alimentació, cassets de pel·lícula (AM-1, MZ-1 MZ-2) i equip de càrrega de cambra fosca.[9]
- Un sistema de flaix específic, a causa del flaix de muntatge especial en aquesta càmera (per sobre de la maneta de rebobinat) i sistemes de reflectors, fonts d'alimentació i accessoris especials a aquests centelleigs.[10]

La F2, amb carcassa totalment mecànica de notable disseny, alta fiabilitat i qualitat de fabricació, sovint és vista pels fotògrafs professionals i pels tallers de reparació com la més bella i millor dissenyada SLR mecànica, juntament amb la Pentax LX i la Olympus OM3. Continua sent, anys després de la fi de la seva fabricació, una màquina popular i apreciada pels aficionats.
Després de la F2, la F3 adoptarà l'automatisme de velocitat nadiu i el display de cristall líquid. A partir de la F4, els models seran autofocus.
Les Nikon de la sèrie F no posseeixen cap component en comú, exceptuat la utilització contínua de la muntura Nikon F.

## Estat actual
A causa de la durabilitat de la F2, perquè se'n van fabricar moltes (816.000 unitats) i perquè les rèflex de pel·lícula s'han substituït en gran part per equivalents digitals en molts mercats, la F2 encara és relativament comú avui dia i està disponible al mercat de 2ª má a preus baixos—EUA. 200–400 $
La F2 s'ha convertit en una alternativa "assequible" i popular a les càmeres de la mateixa època, com ara les càmeres de la sèrie Leica M. Diversos fotògrafs moderns, com ara el youtuber Christopher Sturm (The Photo Dept.) assenyalen la durabilitat i fiabilitat de la F2 com un veritable contrapunt a la popular Leica M6. La F2 també es pot col·leccionar. Si es troba un cos i un visor F2 impecables amb números de sèrie compatibles amb la data, seran articles de col·leccionisme. La versió de cos negre del model F2AS, en condicions gairebé noves, pot superar els 1.100 dòlars a una subhasta.